# Brongniartia alamosana
Brongniartia alamosana är en ärtväxtart som beskrevs av Per Axel Rydberg. Brongniartia alamosana ingår i släktet Brongniartia och familjen ärtväxter. Inga underarter finns listade i Catalogue of Life.